# Dudleya lanceolata
Dudleya lanceolata (Nutt.) Britt. & Rose,  es una especie de planta suculenta perteneciente a la familia de las crasuláceas. 

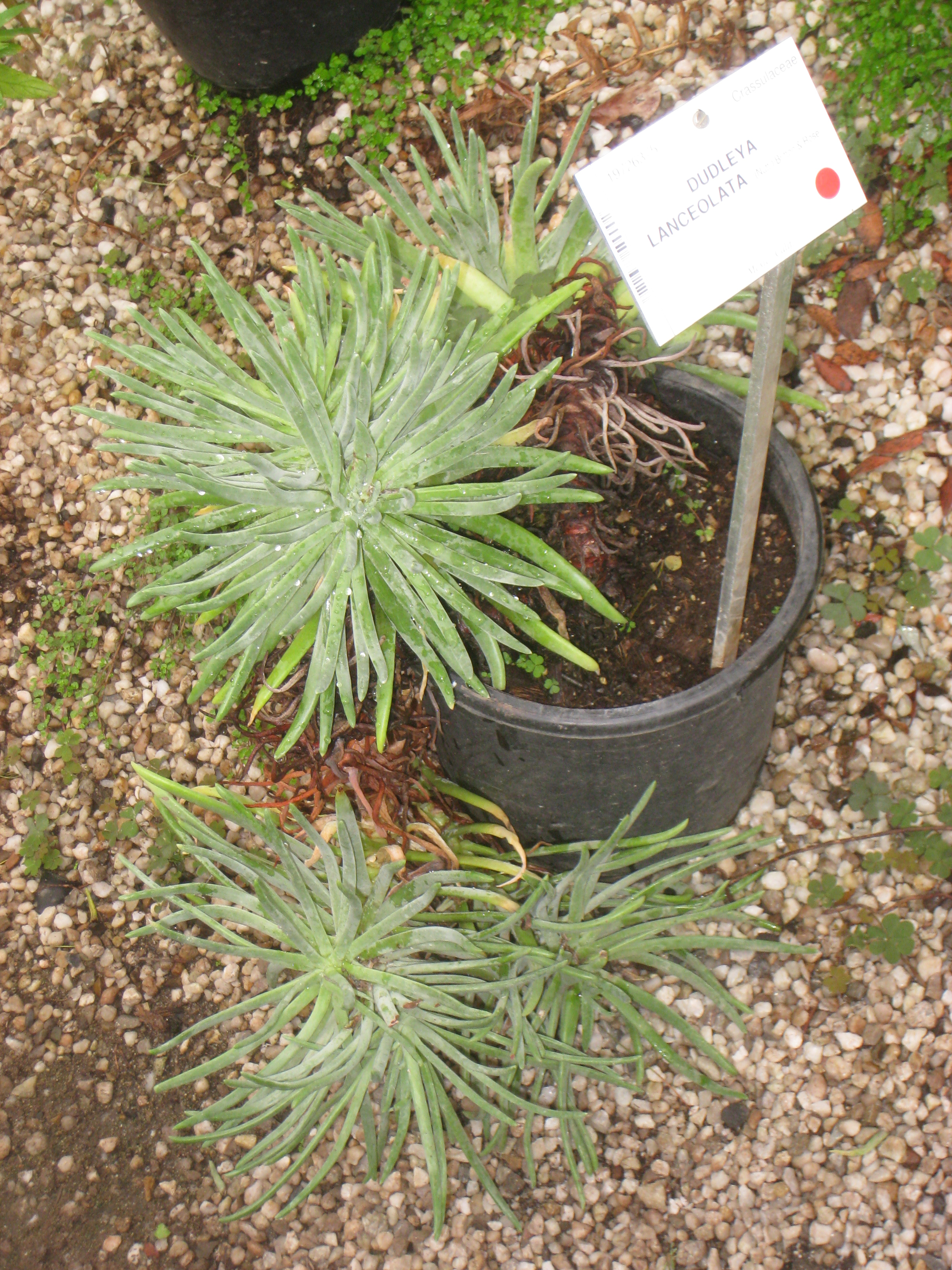
Vista de la planta

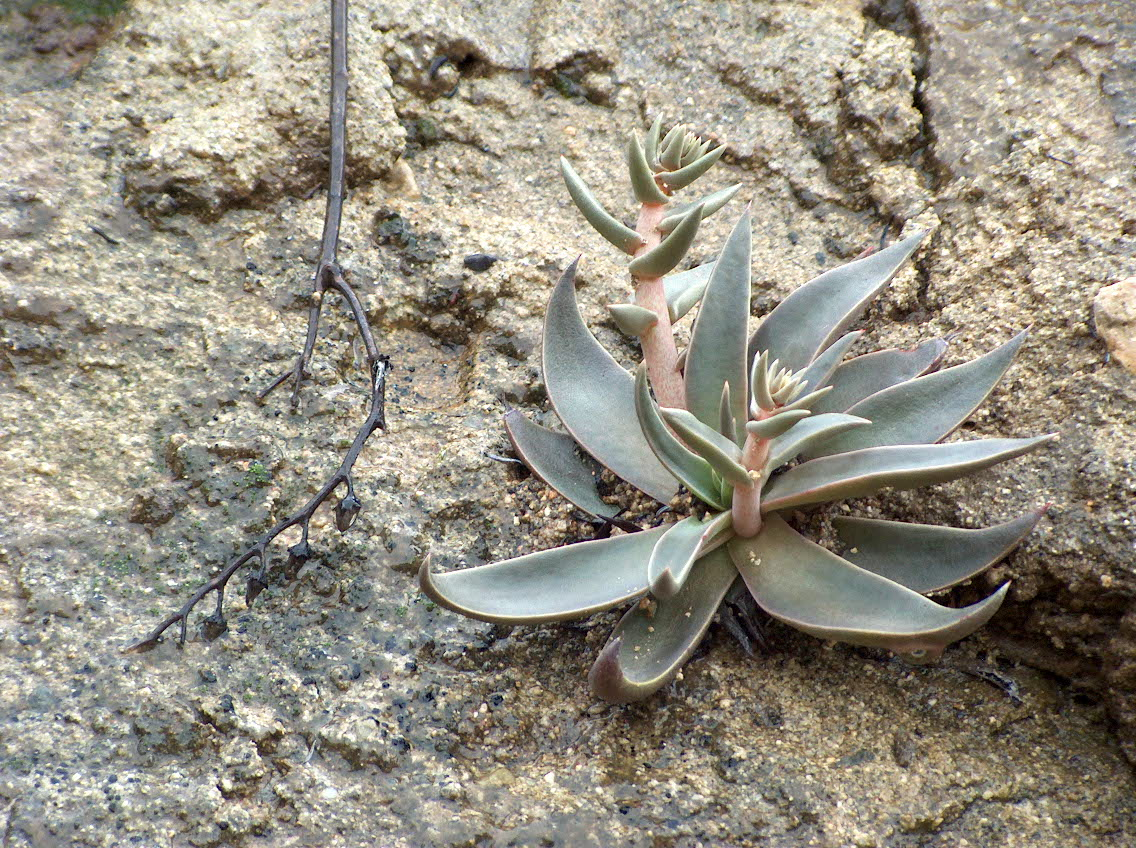
Vista de la planta en su hábitat

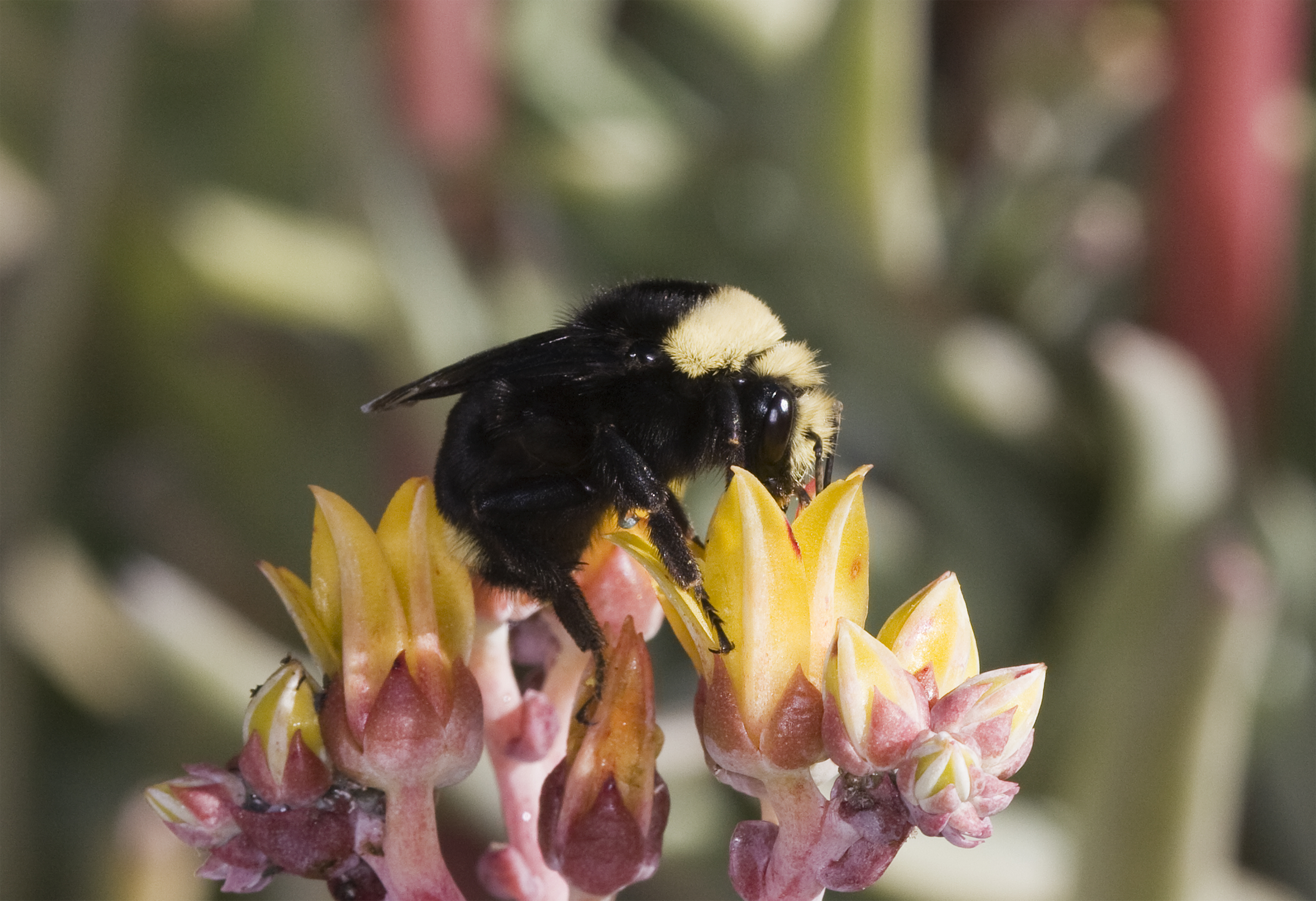
Detalle de las flores

## Distribución y hábitat
Esta planta es nativa de las montañas del sur de California y Baja California, donde se encuentra en zonas rocosas y laderas. 

## Descripción
Esta Dudleya tiene hojas carnosas de forma y dimensiones variables, desde un plano de la roseta basal, las hojas gruesas en forma de pala forman largos racimos.  Su tallo es erecto y ramificado y tiene una inflorescencia con hasta 20 flores en cada una de sus pocas ramas. Las flores son generalmente de color amarillo brillante, de color rosa o rojo, con bases de color verde pálido.

## Taxonomía
Dudleya lanceolata fue descrita por (Nutt.) Britt. & Rose y publicado en New or Noteworthy North American Crassulaceae 23. 1903.
Etimología
Dudleya: nombre genérico que fue nombrado en honor de William Russell Dudley, el primer director del departamento de botánica de la Universidad de Stanford.
lanceolata: epíteto latino que significa "con forma de lanza".
Sinonimia:
| - Cotyledon bernardina (Britton) Fedde - Cotyledon brautonii (Rose) Fedde - Cotyledon congesta (Britton) Fedde - Cotyledon hallii (Rose) Fedde - Cotyledon lanceolata (Nutt.) Benth. & Hook. f. ex S. Watson - Cotyledon lurida (Rose) Fedde - Cotyledon minor (Rose) Fedde - Cotyledon robusta (Britton) Fedde - Dudleya bernardina Britton & Rose - Dudleya brauntonii Rose - Dudleya congesta Britton - Dudleya cymosa subsp. minor (Rose) Moran - Dudleya elongata Rose - Dudleya goldmanii Rose - Dudleya hallii Rose - Dudleya lurida Rose - Dudleya minor Rose - Dudleya nevadensis subsp. minor (Rose) Abrams - Dudleya parishii Rose - Dudleya reflexa Britton - Dudleya robusta Britton - Echeveria bernardina (Britton & Rose) A.Berger - Echeveria brauntonii (Rose) A.Berger - Echeveria congesta (Britton) A.Berger - Echeveria elongata (Rose) A.Berger - Echeveria goldmanii (Rose) A.Berger - Echeveria hallii (Rose) A.Nelson & J.F.Macbr. - Echeveria lanceolata Nutt. - Echeveria laxa var. minor (Rose) Jeps. - Echeveria minor (Rose) A.Berger - Echeveria monicae A.Berger - Echeveria parishii (Rose) A.Berger - Echeveria reflexa (Britton) A.Berger - Echeveria robusta (Britton) A.Berger |